# Kazys Grinius
Kazys Grinius (19 de desembre de 1866 en Selema - 4 de juny de 1950 en Chicago, Estats Units) va ser el tercer president de Lituània, governant entre el 7 de juny i el 17 de desembre de 1926.
Quan Grinius va néixer en Selema, Lituània era part de l'Imperi Rus. Ell va estudiar medicina en la Universitat de Moscou i es va graduar metge. Durant la seva joventut ell es va embolicar en activitats polítiques, i va ser perseguit per la policia del tsar.
El 1896 ell es va casar amb Joana Pavalkytė. Durant alguns anys van viure en Virbalis. Van tenir un fill el 1899, Kazys, i una filla el 1902, Gražina. Durant la Primera Guerra Mundial van viure en Kislovodsk. La seva esposa i fills van ser morts el 1918 en un atac de l'Exèrcit Roig. Elles estan sepultades en un cementiri de Kislovodsk.
Quan Lituània va obtenir el seu independència el 1918, Grinius es va tornar membre de l'Assemblea Nacional com a membre del Partit Popular Camperol. Ell va servir com primer ministre entre 1920 i 1922 i va signar un pacte amb la Unió Soviètica. Ell va ser elegit president pel Tercer Seimas, però va servir per amb prou feines 6 mesos, sent deposat pel cop d'estat del 1926, liderat per Antanas Smetona.
Quan l'Alemanya Nazi va envair Lituània, Grinius es va recusar a col·laborar, a causa de la seva oposició a qualsevol ocupació estrangera. Ell va fugir a l'Occident quan Lituània va ser ocupada pels soviètics el 1944, i va immigrar als Estats Units el 1947.
Ell va morir en Chicago, Illinois el 1950. Després que Lituània va recobrar la seva independència el 1990 les seves restes mortals van ser sepultats allà.